# Erzsébet Szőnyi
Erzsébet Szőnyi (soms ook: Erzsébet Szilágyi) (Boedapest, 25 april 1924 – Boedapest, 28 december 2019) was een Hongaars componiste en muziekpedagoog.

## Levensloop
Szőnyi kreeg haar basisopleiding aan het Erzsébet Szilágyi Meisjes Gymnasium. Haar muziekleraar op het gymnasium, Adrienne Sztojanovits,  gaf haar het advies een muzikale loopbaan te doen. Zij kreeg privé pianoles van Aglája Benczúr en de grondlagen van de muziektheorie van Miklós Laurisin.
Zij studeerde van 1942 tot 1947 aan de Ferenc Liszt-Akademie voor muziek (Hongaars: Liszt Ferenc Zeneművészeti Egyetem) in Boedapest en was leerling van János Viski (compositie), Ernő Szegedi (piano), Lajos Bárdos, Zoltán Vásárhelyi, Zoltán Kodály, Bence Szabolcsi (geschiedenis van de muziekstijlen), Leó Weiner (kamermuziek) en János Ferencsik (koormuziek). Aansluitend studeerde zij aan het Conservatoire national supérieur de musique in Parijs onder andere bij Toni Aubin, Nadia Boulanger (pianobegeleiding en partituur lezen) en Olivier Messiaen (Esthetiek).
Vanaf 1948 was zij zelf docente aan de Ferenc Liszt-Akademie voor muziek in Boedapest en sinds 1960 was zij professor en tegelijkertijd hoofd van de afdeling koor- en schoolmuziek. In 1964 werd zij tot vicepresident van de International Society for Music Educators (ISME ) gekozen. Zij was een overtuigde aanhanger van de leermethode van Zoltán Kodály en hield voordrachten op nationale en internationale symposia en is eveneens auteur van verschillende schriften over dit thema.
Vanaf 1960 deed zij vele master cursussen en seminaria in het buitenland. In 1963 was zij bij de UNESCO conference on musical education in Tokio, Japan en deed aansluitend seminaria in heel Japan en maakte de methode van Kodály ook in het verre oosten erg populair. In 1965 was zij op uitnodiging van het Ministerie van cultuur van de deelstaat Quebec in Canada en deed master cursussen in de zomer; zij volgde eveneens uitnodigingen van het Bach Festival in Leipzig en aan de Humboldt Universiteit Berlijn in Berlijn. 
In 1966 ging zij naar de Verenigde Staten en deed ook daar haar voorlezingen en seminaria aan vele universiteiten en conservatoria. Gedurende deze reis was zij ook bij de op jaren gekomen Zoltán Kodály te gast. In 1971 was zij met haar voorlezingen op tour in Australië en 1972 in Afrika. In hetzelfde jaar was zij ook te gast bij de ISME, de International Society for Music Education in Tunis. In 1993 en 1994 was zij voorzitter van het adviseurs-team van de Hongaarse Radio.
Als componiste schreef zij werken voor bijna ieder genre, haar werken voor koren zijn vooral bekend.
Zij heeft talrijke prijzen en onderscheidingen ontvangen, zoals de Ferenc Erkel Prijs (1959), de János Apáczai Csere Prijs (1993), de Béla Bartók-Ditta Pásztory Prijs (1995, 2004), de Excellent Artist Prijs (2000) en de Pro Renovanda Cultura Hungariae (Kodály Prijs) (2001). Szőnyi is sinds 1992 lid van de Hongaarse Akademie van de schone Kunsten.
Szőnyi is erelid van de International Kodály Society en eredoctor van de Duquesne Universiteit in Pittsburgh, Pennsylvania.

## Composities

### Werken voor orkest
- 1946 Zenekari, voor orkest
- 1947 Parlando és Giusto
- 1948 Divertimento nr. 1
- 1951 Divertimento nr. 2
  1. Vivace
  2. Alla marcia
  3. Andante un poco rubato
  4. Allegro
- 1964 Musica festiva
  1. Allegro, pesante
  2. Lento
  3. Moderato, ben ritmico
  4. Vivace, con fuoco
- 1954 Hangverseny-nyitány, voor orkest
- 1954 Fúvós induló, voor strijkorkest
- 1955 Reggel a hegyekben, voor strijkorkest
- 1957-1958 Orgonaverseny, voor orgel en orkest
  1. Allegro moderato
  2. Andante
  3. Allegro moderato
- 1958 Trio Concertino, voor viool, cello, piano en strijkorkest
- 1963 Toborzó, voor strijkorkest
- 1964 Piccola Introduzione, voor strijkorkest
- 1969 Preludium és Fuga, voor orkest
- 1980 A köfejtö, voor spreker en kamerorkest
- 1988 Zenetörténeti séta, voor jeugdorkest
- Three Ideas in Four Movements, voor piano en kamerorkest

### Werken voor harmonieorkest
- 1954 Intermezzo
- 1956 Morning in the Mountain - (Morgen in de Bergen)
- 1963 Recruiting Music

### Missen, oratoria en gewijde muziek
- 1947 Psalmus 129, voor gemengd koor en orgel
- 1949 Babilon, oratorium voor sopraan, alt, tenor, bas en gemengd koor
- 1959 A didergö király, kinderoratorium - tekst: Ferenc Móra en Éva Orbán
- 1960 A Hazug katona, oratorium voor gemengd koor - tekst: Sándor Török
- 1964 Tinódi egri summája, oratorium voor kinderkoor
- 1966 Missa misericordiae – az Irgalom miséje, Latijnse mis voor vrouwenkoor, orgel en orkest
- 1986 Béla király a Bükkben, oratorium voor sopraan, gemengd koor en orkest
- Lament, voor contra-alt solo, vrouwen koor, fluit, altviool en cimbalom
- Salve Regina
- Szent Erzsébet-mise (Mis voor de Heilige Elisabeth van Hongarije) (1207-1231), Hongaarse mis in unisono gezangen
- Motetten, Requiem en Stabat Mater

### Muziektheater

#### Opera's
| Voltooid in | titel                                                           | aktes   | première | libretto                                        |
| ----------- | --------------------------------------------------------------- | ------- | -------- | ----------------------------------------------- |
| 1953        | Dalma                                                           | 3 aktes |          | Mór Jókai en Edit Kováts                        |
| 1955        | A makrancos királylány (De makrancos prinses)                   | 2 aktes |          | Edit Kováts                                     |
| 1957        | Firenzei tragédie                                               | 1 akte  |          | (Sebestyén Pécsi's Harmonium school opgedragen) |
| 1974        | Az aranyszárnyú méhecske (De kleine hommel met gouden vleugels) | 1 akte  |          | Éva Orbán                                       |
| 1974        | Az igazmondó juhász                                             | 1 akte  |          | Magda Donászi                                   |
| 1979        | Vidám sirató egy bolyongó (A Gay Lament)                        | 1 akte  |          |                                                 |
| 1979        | The Truth-telling Shepherd                                      |         |          |                                                 |
| 1980        | Adáshiba                                                        | 1 akte  |          |                                                 |
| 1985        | Elfrida (madrigaal-opera)                                       | 1 akte  |          |                                                 |

#### Musical
- 1961 Molière A képzelt beteg című színműve nyomán (Molière on the trace of his drama with a fictional ill title)
- 1962 A kis rongyos, 3 aktes - libretto: Hildegard Fáy
- 1965 Száz cifra ködmön, 1 akte
- 1993 A róka, a medve és a favágó, 2 aktes (kinderenmusical) - libretto: Olivér Solymosi

#### Balletten
- 1949 Táncjelenet, 1 akte
- 1949 Kerti mese, 1 akte (kinderenballet)
- 1953 A tücsök és a hangya, 1 akte (kinderenballet)

### Werken voor koren
- 1947 Külvárosi elégia, voor mannenkoor - tekst: Lajos Kassák
- 1949 Bartók Béla halálára, voor gemengd koor en kamerorkest - tekst: Zoltán Zelk
- 1968 33 Könnyû Kórus - Könyvadatok (33 kinderkoorliederen a capella)
- 1970 A Tintásüveg, voor kinderkoor - tekst: Sándor Petöfi
- 1970 Elötted a küzdés, voor kinderkoor - tekst: János Arany
- 1970 Réten Szaladoztunk, voor gemengd koor - tekst: Gábor Devecseri
- 1971 Katonaélet, suite voor gemengd koor en orkest - tekst: László Lukin
- 1974 Jelek (teken), voor gemengd koor - tekst: József Ratkó
- 1978 Zsolozsma, voor vrouwenkoor - tekst: János Pilinszky
- 1983 A gyulai névtelen éneke, cantate voor gemengd koor
- 1983 Tájkép három változatban (Drie variaties), voor gemengd koor - tekst: Juhász Gyula
- 1983 Mint foro csonzok a máglyán (Than boiling bones), voor gemengd koor - tekst: Mihály Babits
- 1986 Frühzeitiger Frühling, voor gemengd koor
- 21 Énekes Játék (21 kinderkoorliederen)
- Anekreoni Dalok, voor gemengd koor
- Canticum sponsae
- Due Sonetti Di Petrarca, voor vrouwenkoor, klarinet en harp
- Három gyermekkar Hárs Ernő verseire (Drie kinderkoor-liederen op gedichten van Ernő Hárs), voor kinderkoor
- Kórusok John Gracen Brown verseire
  1. In early Spring
  2. In the Night
  3. The Moonlight
  4. the Clouds
  5. the Music
  6. Sonnet
- Sicut Servus, voor driestemmig mannenkoor
- Something has spoken to me in the night, voor gemengd koor

### Vocale muziek
- 1946 Ábránd, voor tenor en piano - tekst: Mihály Vörösmarty
- 1947 Dunántúli bölcsöcske, voor sopraan, kinderkoor en jeugdorkest
- 1965 Ad Aristium Fuscum, voor sopraan, twee piano's en slagwerk - tekst: Horatius
- 1968 Kantáta József Attila, cantate voor sopraan, gemengd koor en orkest
- 1974 Radnóti Miklós verseire, cantate voor sopraan, tenor, bas, gemengd koor en orkest
- 1982 Szonáta (Sonate), voor contrabas en piano
- 1983 Biciniums Volume 5, 24 tweestemmige liederen uit Peru - Hongaarse tekst: László Lukin
- 1994 Dalciklus William Blake verseire, voor sopraan en piano
- 1999 Blick durch's Fenster, voor sopraan en piano - tekst: Peter Rühmkopf; Ingeborg Bachmann; Friedrich Dürrenmatt
- Biciniums Volume 1, 25 tweestemmige Japanse liederen - Hongaarse tekst: Lukin László
- Biciniums Volume 2, 25 tweestemmige liederen uit de Verenigde Staten en Canada - Hongaarse tekst: Lukin László
- Biciniums Volume 3, 25 tweestemmige liederen uit de Verenigde Staten, Australië, Japan en Frankrijk - Hongaarse tekst: Lukin László
- Biciniums Volume 4, 26 tweestemmige liederen uit Frankrijk, Engeland, Schotland en Scandinavië - Hongaarse tekst: Lukin László
- Biciniums Volume 6, 25 tweestemmige liederen van onze familie en buurlanden - Hongaarse tekst: Lukin László
- Három Leánykar, voor gelijke stemmen
- Sirató, voor alt solo, fluit, altviool, cimbalom en vrouwenkoor

### Kamermuziek
- 1955 Duo, voor viool en altviool
- 1958 Preludio, voor viool en piano
- 1967 Párbeszéd, voor twee violen en piano
- 1978 Húsz magyar népdal, voor twee fluiten en gitaar
- 1992 Harfas Kvintett, voor strijkkwartet en harp
- 20 Chansons Populaires Hongroises Volume 1, voor twee fluiten en gitaar
- 20 Chansons Populaires Hongroises Volume 2, voor twee fluiten en gitaar
- Aria e rondeau, voor klarinet met piano
- Berceuse, voor altviool en piano
- Francia szvit (Franse suite), voor altviool en piano
- Serenade - Dance at Dawn, voor viool en piano
- Sonata A Tre, voor strijkers en piano
- Sonatina, voor viool en piano
- Trio for the Youth, voor strijkers en piano

### Werken voor orgel
- 1950 Prelude
- 1956 Hat Orgonadarab (Zes stukken voor orgel)
  1. Praeambulum
  2. Wiegenlied
  3. Schwebende Harmonieën
  4. Fugato
  5. Intermezzo
  6. Tänzerische Weise
- 1957-1958 Orgonaverseny, voor orgel en orkest (zie ook: werken voor orkest)
- 1964 Introductie, passacaglia en fuga
- 1985 Evokáció, voor piano en orgel

### Werken voor piano
- 1937 Capriccio
- 1937 Fantasia d-klein, op. 2 nr. 3
- 1937 Prelude
- 1943 À Monsieur Bartók
- 1944 Fababák indulója
- 1945 Hommage à Monsieur Couperin
- 1946 Két zongoradarab
- 1946 Sonatina zongorára
- 1950 A Huszka-gyerekeknek, voor piano vierhandig
- 1955 Scarlatti árnyékában
- 1963 Öt Prelúdium (Vijf preludes)
  1. Ostinato
  2. Maestoso
  3. Variazioni
  4. Grazioso
  5. tempójelzés nélkül
- 1965 Toccatina
- Small Chamber Music, voor twee piano's

### Werken voor harp
- 1983 Fantázia

## Publicaties
- Erzsébet Szőnyi: A zenei írás-olvasás módszertana I-IV (De methodologie van het lezen en schrijven van muziek - vol. I tot IV), (ook in Japanse, Engelse, Italiaanse en Portugese vertaling), 1954. ISBN 963330427X
- Erzsébet Szőnyi: Kodály's Principles in Practice, (ook in Franse, Duitse, Spaanse, Portugese, Italiaanse en Thai vertaling), 1973
- Erzsébet Szőnyi: Öt kontinensen a zene szolgálatában (In vijf continenten in dienst voor de muziek), Budapest, 1979, 327 p., ISBN 9632806514
- Erzsébet Szőnyi: Zenei nevelési irányzatok a XX. században (Tendenties in de muziekopleiding van de 20e eeuw), 1989.
- Erzsébet Szőnyi: Kodály Zoltán nevelési eszméi (Zoltán Kodálys pedagogische ideeën), 1987.